# ترکلر
تورکلر، آلانیا (به لاتین: Türkler, Alanya) یک منطقهٔ مسکونی در ترکیه است که در استان آنتالیا واقع شده‌است.

## خصوصیات
تورکلر ۷٬۲۴۰ نفر جمعیت دارد.